# Gösta Montell
Karl Gösta Montell, född 7 november 1899 i Pajala, död 2 januari 1975 i Stockholm, var en svensk etnograf.

## Biografi
Montell var intendent vid Statens etnografiska museum 1954-66. Han sysslade i sin forskning särskilt ingående med de syd- och centralamerikanska fornkulturerna. 
Montell deltog i Sven Hedins svensk-kinesiska expedition till Centralasien 1929-33. Han skrev 1943 reseskildringen Våra vänner på stäppen om mongolerna, och en bok om templet Yonghegong tillsammans med Ferdinand Lessing.
1942 skrev han Bland gudar och vanliga människor. Minnen från lyckliga år i Peking.